# George Vari

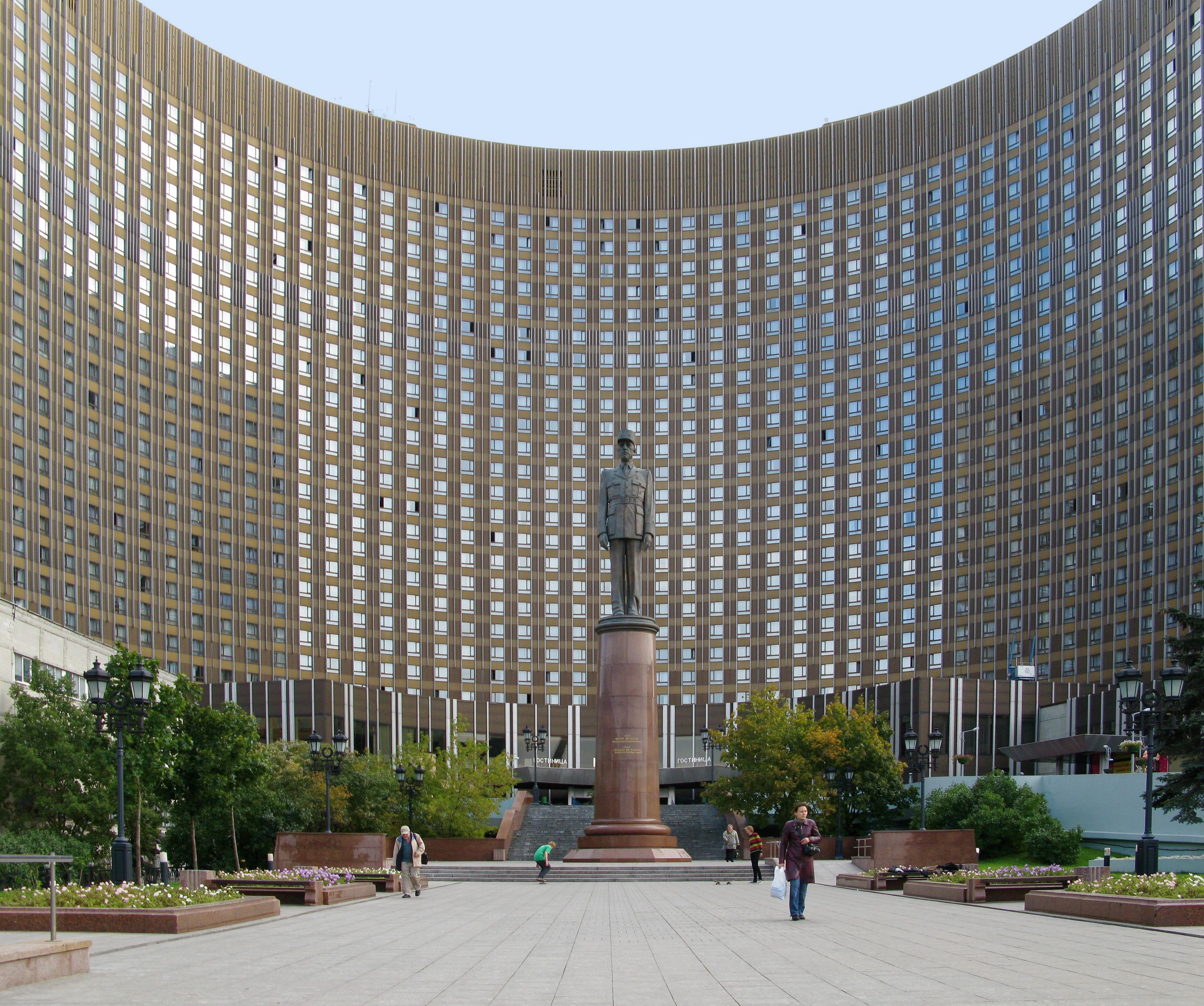
Hôtel Cosmos, Moscou

George William Vari, né le 14 août 1923 en Tchécoslovaquie et mort le 9 décembre 2010 à Toronto au Canada, est un promoteur et philanthrope canadien. Ingénieur civil et économiste, Vari a émigré au Canada après la révolution hongroise de 1956.

## Biographie
Vari a fait sa fortune dans la promotion immobilière à l'international, la construction de la Tour Montparnasse à Paris, six des pavillons à l'Expo 1967 à Montréal, et l'Hôtel Cosmos à Moscou.
Il était renommé pour son action exceptionnelle en matière de philanthropie, en particulier dans le domaine des établissements d'enseignement, faisant des dotations significatives à l'Université Ryerson, l'Université York et à l'Université de Toronto. Le Vari Hall de York est nommé en son honneur, comme le sont diverses bourses et récompenses dans ces institutions[réf. nécessaire]. L'Université Ryerson a rebaptisé le Centre d'Informatique et d'Ingénierie (ouvert en 2004) en The George Vari Engineering and Computing Centre à la suite d'un don de 5 millions de dollars. 
Vari et son épouse ont mené la George and Helen Vari Foundation comme véhicule pour une grande partie de leurs œuvres de bienfaisance au Canada et internationalement.
En 1992, Vari a été nommé au Comité d'examen du renseignement de sécurité et, en conséquence, est devenu membre du Conseil privé de la Reine pour le Canada et a eu le droit d'être appelé « L'honorable ». Il a également été nommé à l'Ordre du Canada ; lui et son épouse ont reçu la Légion d'Honneur.